# Keep It Real
Keep It Real е песен на американската поп рок група Jonas Brothers от четвъртия им студиен албум Lines, Vines and Trying Times. Тя излиза на 8 септември 2009 като промо сингъл към последния им албум и като първи от Джонас. Обявен е първо чрез Twitter. Не участва в класации, тъй като е digital download.

## Информация за песента
Песента разказва за известни хора, които въпреки известността си успяват да запазят себе си и да бъдат себе си, когато „се върнат вкъщи“. 
Keep It Real е написана от Ник Джонас, Джо Джонас и Кевин Джонас. Както останалите песни от албума, тя е продуцирана от Джон Фийлдс. Включена е в бонуса към албума. Има подзаглавие – [from the original TV series JONAS] (бел. пр. „от оригиналния телевизионен сериал JONAS“).

## JONAS
Песента е първо използвана в четвърти епизод, Keeping It Real (бел.пр. „Да Бъдеш Естествен“), и по-късно в тринадесети, Detention (бел. пр. „Наказание“), от сериала им Джонас. В едноименния епизод Keeping It Real майката на момчета иска семейството да живее „нормален“ живот. Затова през целия епизод те се опитват да водят такъв, но накрая се озовават заключени и приклещени в благотворителен магазин заради хиляди момичета-фенки.

## Видео клип
Във видеоклипа са включени предимно кадри от самия сериал, но има и такива от изпълнението на песента. 
Самото видео дебютира по Канал Дисни на 6 септември 2009 в 8:55 вечерта. Пускането му е обявена чрез Twitter.